# Litto Alidosi
Litto Alidosi fou fill de Roberto Alidosi. Fou canònic de la catedral d'Imola el 1342, tresorer general de l'Església des del 1379, consenyor de Castel del Rio, Monte del Fine i Castiglione des del 1366, va recuperar (amb els germans) només Castel e Rio (1369) gràcies a l'ajut de Giovanni da Bagnacavallo després del bàndol del cardenal Albornoz. Fou bisbe d'Imola del 29 de gener de 1354 al 1379 o 1380. Va morir a Roma el 1382.